# Aïssa Brahimi
Aïssa Brahimi est né le 16 août 1961 à Tassa (Bernelle)  commune de Oued El Ma (Ighzer N'wemen)  Wilaya de Batna. Il est chanteur, poète et musicien algérien de musique chaoui. Il est reconnu comme étant un des pionniers de la musique chaoui moderne.

## Biographie

### Jeunesse
Issu d’une famille auressienne, Aïssa Brahimi est né le 16 août 1961 au village de Tassa  qui est situé dans la montagne qui porte le même non et qui signifie lieu de rencontre en chaoui, dans la  commune de Oued El Ma. Son père Kassa Brahimi part en France au début des années 1940, où il travaille comme ouvrier. Il revient à Tassa et meurt en 1983. Aissa Brahimi a deux frères et deux sœurs. Il rejoint l'école primaire du village, ouverte dans une ancienne bâtisse datant de 1909. Dès son jeune âge, il décide de chanter lors des fêtes de fin d'année. Ensuite, Il est inscrit dans le collège à Merouana et fait des dizaines de kilomètres d'aller et de retour, entre son village et son collège, à cette époque, il avait des problèmes d'argent. En 1977, l'année où il obtient son brevet, il s’inscrit au  Lycée de Ben Boulaïd à Batna. Il a dû quitter son lycée au cours du deuxième trimestre en classe dite terminale pour aider sa famille. Aissa Brahimi est marié et a trois enfants.

### À Béjaïa
Il part à Béjaïa enseigner dans une école primaire, où il fait de l'animation culturelle à Timezrit ilmatten, il reste deux années, et quatre mois au collège. À Béjaïa, il s'initie au dessin et à la musique, où il apprend à jouer à la guitare et à la darbouka. Il participe aux activités aux conservatoire de la ville de Béjaïa. Il commence par composer ses propres chansons en langue chaouie en s'inspirant du patrimoine de son village et de sa propre expérience de la vie.

### Autres événements
En 1984, il revient à Oued El Ma pour enseigner au Collège jusqu'à 1988. Il est nommé directeur de la Maison de la Jeunesse à Oued El Ma.
En 1987, le chanteur Massinissa et Aïssa Brahimi sont arrêtés par des agents de la sécurité, à cause de leur chansons et l'intérêt pour la lettre Z () en tifinagh, qu'ils utilisent comme symbole de leur culture chaouie. Ils sont mis en prison pour cinq et deux jours consecutifs à Batna.

## Parcours musical
Aissa Brahimi est considéré comme un des pionniers de la chanson chaoui. En 1986, il forme le groupe Amenay (cavalier en chaoui) dont les membres sont  Massinissa (chanteur) , Hamid Merzoug, Amar Beroual, Farid Merazga et Noureddine Hadjidj miloud nacer cherif . Aïssa Brahimi était le batteur du groupe. Le groupe participe au premier Festival de Aïssa Djermouni en 1987, ensuite lors du Festival de la chanson aurassienne à Batna.
En juillet 2006, il participe en solo au premier  Festival de Belezma de la chanson chaoui à Merouana qui était en prélude du Festival international de musique de Timgad.
Il  a été invité plus de quinze fois pour participer à des émissions télé programmées par la télévision algérienne et plus d'une centaine d'émissions sur l'ensemble des chaines radio algeriennes.

### Composition
Aïssa Brahimi a composé plus d’une vingtaine d’albums pour d’autres chanteurs chaouis notamment pour Massinissa , Katchou , Hacen Dadi, Massilia, Amnay, Allaoua, Toto, Hicham Lourassi, Hamid Belbeche , Nacerdine Horra et d’autres jeunes chanteurs débutants. Il écrit notamment une chanson à Hacen Dadi dédié, à la mémoire et en hommage au chanteur Katchou .

### Style
Aissa Brahimi intègre la langue chaoui dans les différents styles, timbres et rythmes musicaux algériens.Il introduit l'instrument synthétiseur dont il apprit son usage dans ses albums d’une part, d'autre part, pour combler le manque d'aide concernant l’obtention des instruments  de musique et pour moderniser également la  chanson chaouie traditionnelle . 

### Album et chanson
Le premier album, composé de six chansons (amiss nyoudhane- arguemtid -chah awoulinou - anza - oussan - asli), sort en 1987, Amnay. Le groupe Amenay se sépare en 1991 et Massinissa crée son propre groupe. Aissa Brahimi compose en solo, depuis la création du groupe Amnay, sept albums ont été enregistrés par lui jusqu’en 2004. En 2009, il produit un nouvel album.

## Parcours intellectuel
Aissa Brahimi enseigne le dessin, la musique et est animateur culturel, il s’occupe du Centre culturel de Merouana. Il se consacre également au théâtre et aux travaux artistiques en lien avec la culture afin de revitaliser le patrimoine historique et artistique chaouis dans les Aurès.

## Parcours poétique
Aissa Brahimi est poète également, il participe le 29 mai 1992 à Merouana, lors de la journée culturelle organisée par l’Association des jeunes pour l'intégration et le développement, il a été reconnu comme étant le génie des Aurès et Il a vanté les qualités des chaouis à travers l'histoire dans ses poèmes en langue chaoui et dont le thème centrale est autour de l’Aurès. Un de ses poèmes dont le titre est Thileli (liberté) a été traduit en langue française par Rachid Hamatou et a été publié au quotidien Liberté (Algérie).